# State Penitentiary
State Penitentiary est un film américain réalisé par Lew Landers sorti en 1950.

## Fiche technique
- Titre : State Penitentiary
- Réalisation : Lew Landers
- Scénario : Henry Edward Helseth, Howard J. Green, Robert Libott, Frank Burt
- Production : Sam Katzman
- Durée : 66 minutes
- Genre : film d'aventure, drame
- Langue : anglais américain
- Pays d'origine :  États-Unis
- Dates de sortie : 
  - États-Unis : 8 juin 1950

## Distribution
- Warner Baxter : Rodger Manners
- Onslow Stevens : Richard Evans
- Karin Booth : Shirley Manners
- Robert Shayne : Stanley Brown
- Richard Benedict : Mike Gavin
- Brett King : Al 'Kid' Beaumont
- John Bleifer : Jailbreak Jimmy
- Leo Cleary : Warden-Narrator
- Rick Vallin : Tom - Prison Guard